# Sevn Alias
Yousef Abd Al-Malik, geboren als Sevaio Rosario Mook (Amsterdam, 5 oktober 1996) en bekend onder zijn artiestennaam Sevn Alias, is een voormalig Nederlandse rapper.

## Biografie
Sevn Alias werd geboren in Amsterdam als de zoon van een Surinaamse vader en een Surinaams-Antilliaanse moeder. Hij groeide op in Amsterdam-West tussen Marokkaanse jongeren. Dit is terug te horen in zijn muziek; hij gebruikt Marokkaanse woorden in zijn teksten. Zo is de titel van zijn single "Kifesh", die in 2016 de gouden status kreeg, het Arabische woord voor 'hoezo'. Later verhuisde hij na een korte tussenstop in Zeewolde naar Almere.
Het label Rotterdam Airlines ontdekte de jonge rapper en bood hem een contract aan. In 2014 bracht hij zijn eerste video uit voor de track "Radicaal", een voorproefje voor zijn mixtape uit begin 2015 Twenty Four Sevn. Zijn grote doorbraak kwam een paar maanden later. Hij deed in juli 2015 een zomersessie bij 101Barz.
Sevn Alias was van 2018 tot en met 2020 te zien als het personage Stille in de Videoland-serie Mocro Maffia.
Hij maakte in 2019 een single Herres in samenwerking met AFC Ajax. Deze single is een ode aan de voetbalclub.
In 2021 werd Sevn Alias vader van een dochter. In 2023 kondigde Sevn Alias aan dat hij bezig was met zijn laatste project en dat hij daarna van plan was om zijn muzikale carrière te beëindigen. Op 24 november dat jaar bracht hij dan ook zijn laatste album uit.